# Politique en Saône-et-Loire
Le département français de la Saône-et-Loire est un département créé le 4 mars 1790 en application de la loi du 22 décembre 1789, à partir de l'ancienne province de Bourgogne. Les 565 actuelles communes, dont presque toutes sont regroupées en intercommunalités, sont organisées en 29 cantons permettant d'élire les conseillers départementaux. La représentation dans les instances régionales est quant à elle assurée par 17 conseillers régionaux. Le département est également découpé en 5 circonscriptions législatives, et est représenté au niveau national par cinq députés et trois sénateurs. 

## Représentation politique et administrative

### Préfets et arrondissements

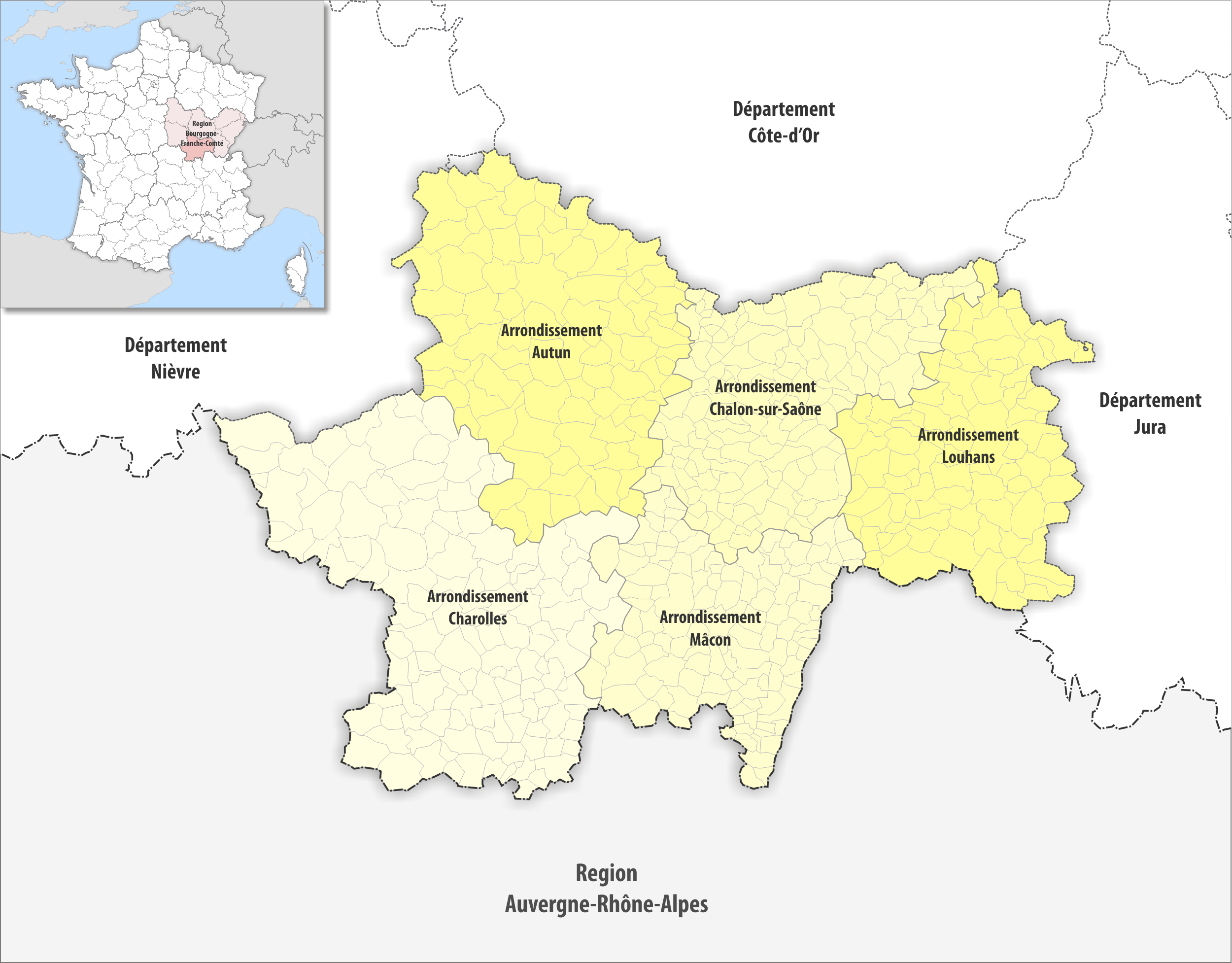
Arrondissements et communes.

La préfecture de Saône-et-Loire est localisée à Mâcon. Le département possède en outre quatre sous-préfectures à Autun, Chalon-sur-Saône, Charolles et Louhans.

### Députés et circonscriptions législatives

Circonscriptions et affiliations à l'issue des élections de 2024.

| Circ. | Nom                |  | Parti | Groupe                               | Suppléant        |
| ----- | ------------------ |  | ----- | ------------------------------------ | ---------------- |
| 1re   | Benjamin Dirx      |  | RE    | Ensemble pour la République          | Anne Brochette   |
| 2e    | Josiane Corneloup  |  | LR    | Droite républicaine                  | Antoine Accary   |
| 3e    | Aurélien Dutremble |  | RN    | Rassemblement national               | Sandrine Baroin  |
| 4e    | Éric Michoux       |  | UDR   | Union des droites pour la République | Jacqueline Clero |
| 5e    | Arnaud Sanvert     |  | RN    | Rassemblement national               | Christophe Appay |

### Sénateurs
| Nom           |  | Parti | Groupe                                | Autres mandats (passés ou actuels)       |
| ------------- |  | ----- | ------------------------------------- | ---------------------------------------- |
| Jérôme Durain |  | PS    | Socialiste, écologiste et républicain |                                          |
| Marie Mercier |  | LR    | Les Républicains                      | Maire de Châtenoy-le-Royal (2001 → 2017) |
| Fabien Genet  |  | LR    | Les Républicains                      | Maire de Digoin (2014 → 2020)            |

### Conseillers départementaux

Cantons et affiliations à l'issue des élections de 2021.

| Canton                  | Conseiller Sortant          | Parti | Parti | Conseiller élu              | Parti | Parti |
| ----------------------- | --------------------------- | ----- | ----- | --------------------------- | ----- | ----- |
| Autun-1                 | Catherine Amiot             |       | LR    | Catherine Amiot             |       | LR    |
| Autun-1                 | Frédéric Brochot            |       | LR    | Frédéric Brochot            |       | LR    |
| Autun-2                 | Marie-Claude Barnay         |       | DVG   | Marie-Claude Barnay         |       | DVG   |
| Autun-2                 | Christian Gillot            |       | PS    | Didier Laubérat             |       | DVC   |
| Blanzy                  | Édith Calderon              |       | PS    | Alain Ballot                |       | DVD   |
| Blanzy                  | Jean-Yves Vernochet         |       | PS    | Sophie Clement              |       | DVD   |
| Chagny                  | Claudette Brunet-Lechenault |       | PRG   | Claudette Brunet-Lechenault |       | PRG   |
| Chagny                  | Jean-Christophe Descieux    |       | PS    | Jean-Christophe Descieux    |       | PS    |
| Chalon-sur-Saône-1      | Raymond Gonthier            |       | PS    | Alain Gaudray               |       | DVD   |
| Chalon-sur-Saône-1      | Françoise Verjux-Pelletier  |       | PS    | Dominique Melin             |       | DVD   |
| Chalon-sur-Saône-2      | Amelle Deschamps            |       | LR    | Amelle Deschamps            |       | LR    |
| Chalon-sur-Saône-2      | Jean-Vianney Guigue         |       | LR    | Jean-Vianney Guigue         |       | LR    |
| Chalon-sur-Saône-3      | Vincent Bergeret            |       | LR    | Vincent Bergeret            |       | LR    |
| Chalon-sur-Saône-3      | Isabelle Dechaume           |       | UDI   | Françoise Vaillant          |       | DVD   |
| La Chapelle-de-Guinchay | Jean-François Cognard       |       | LR    | Jean-François Cognard       |       | LR    |
| La Chapelle-de-Guinchay | Dominique Piard             |       | UDI   | Géraldine Auray             |       | DVD   |
| Charolles               | Pierre Berthier             |       | LR    | Pierre Berthier             |       | LR    |
| Charolles               | Josiane Corneloup           |       | LR    | Josiane Corneloup           |       | LR    |
| Chauffailles            | Marie-Christine Bignon      |       | LR    | Cécile Martelin             |       | DVD   |
| Chauffailles            | Arnaud Durix                |       | LR    | Arnaud Durix                |       | LR    |
| Cluny                   | Jean-Luc Fonteray           |       | PS    | Jean-Luc Fonteray           |       | PS    |
| Cluny                   | Élisabeth Lemonon           |       | PS    | Élisabeth Lemonon           |       | PS    |
| Le Creusot-1            | Sylvie Lecoeur              |       | PS    | Nadège Cantier              |       | DVG   |
| Le Creusot-1            | Bernard Durand              |       | PS    | Bernard Durand              |       | PS    |
| Le Creusot-2            | Évelyne Couillerot          |       | PS    | Évelyne Couillerot          |       | PS    |
| Le Creusot-2            | Jean-Marc Hippolyte         |       | PS    | Jean-Marc Hippolyte         |       | PS    |
| Cuiseaux                | Frédéric Cannard            |       | PS    | Frédéric Cannard            |       | PS    |
| Cuiseaux                | Sylvie Chambriat            |       | DVG   | Sylvie Chambriat            |       | DVG   |
| Digoin                  | Thierry Desjours            |       | DVD   | Thierry Desjours            |       | DVD   |
| Digoin                  | Édith Perraudin             |       | LR    | Marie-France Mauny          |       | DVD   |
| Gergy                   | Jean-Paul Diconne           |       | PS    | Nathalie Damy               |       | DVD   |
| Gergy                   | Violaine Gillet             |       | PS    | Michel Duvernois            |       | DVD   |
| Givry                   | Dominique Lanoiselet        |       | LR    | Dominique Lanoiselet        |       | LR    |
| Givry                   | Sébastien Martin            |       | LR    | Sébastien Martin            |       | LR    |
| Gueugnon                | Chantal Gien                |       | DVG   | Chantal Gien                |       | DVG   |
| Gueugnon                | Dominique Lotte             |       | DVC   | Dominique Lotte             |       | DVC   |
| Hurigny                 | Catherine Fargeot           |       | PS    | Patrick Desroches           |       | DVD   |
| Hurigny                 | André Peulet                |       | PS    | Carine Lalanne              |       | DVD   |
| Louhans                 | Mathilde Chalumeau          |       | LR    | Mathilde Chalumeau          |       | LR    |
| Louhans                 | Anthony Vadot               |       | LR    | Anthony Vadot               |       | LR    |
| Mâcon-1                 | Florence Battard            |       | UDI   | Jean-Patrick Courtois       |       | LR    |
| Mâcon-1                 | Jacques Tourny              |       | LR    | Christine Robin             |       | UDI   |
| Mâcon-2                 | Claude Cannet               |       | LR    | Claude Cannet               |       | LR    |
| Mâcon-2                 | Hervé Reynaud               |       | UDI   | Hervé Reynaud               |       | UDI   |
| Montceau-les-Mines      | Lionel Duparay              |       | LR    | Lionel Duparay              |       | LR    |
| Montceau-les-Mines      | Marie-Thérèse Frizot        |       | DVD   | Marie-Thérèse Frizot        |       | DVD   |
| Ouroux-sur-Saône        | Jean-Michel Desmard         |       | LR    | Jean-Michel Desmard         |       | LR    |
| Ouroux-sur-Saône        | Élisabeth Roblot            |       | LR    | Élisabeth Roblot            |       | LR    |
| Paray-le-Monial         | André Accary                |       | DVD   | André Accary                |       | DVD   |
| Paray-le-Monial         | Carole Chenuet              |       | LR    | Carole Chenuet              |       | LR    |
| Pierre-de-Bresse        | Aline Gruet                 |       | LR    | Aline Gruet                 |       | LR    |
| Pierre-de-Bresse        | Bertrand Rouffiange         |       | DVD   | Sébastien Jacquard          |       | DVD   |
| Saint-Rémy              | Christine Louvel            |       | PS    | Raymond Burdin              |       | LR    |
| Saint-Rémy              | Fernand Renault             |       | PS    | Florence Plissonnier        |       | DVD   |
| Saint-Vallier           | Eda Berger                  |       | PCF   | Viviane Perrin              |       | DVG   |
| Saint-Vallier           | Alain Philibert             |       | PCF   | Alain Philibert             |       | PCF   |
| Tournus                 | Jean-Claude Becousse        |       | LR    | Jean-Claude Becousse        |       | LR    |
| Tournus                 | Colette Beltjens            |       | UDI   | Colette Beltjens            |       | UDI   |

### Conseillers régionaux
Présidence : Marie-Guite Dufay (Doubs)
|            | Parti    | Siège |
| ---------- | -------- | ----- |
| Majorité   |          |       |
|            | PS       | 5     |
|            | DVG      | 2     |
|            | PCF      | 1     |
|            | EELV     | 1     |
|            | PRG      | 1     |
| Opposition |          |       |
|            | LR       | 2     |
|            | RN       | 1     |
|            | MEI      | 1     |
|            | DLF      | 1     |
|            | LREM     | 1     |
|            | Horizons | 1     |

### Maires

Carte des 565 communes de Saône-et-Loire au 1er janvier 2022.

| Commune            | Maire                 |  | Parti | Élection | Population |
| ------------------ | --------------------- |  | ----- | -------- | ---------- |
| Autun              | Vincent Chauvet       |  | MoDem | 2017     | 13 144     |
| Chalon-sur-Saône   | Gilles Platret        |  | LR    | 2014     | 44 592     |
| Le Creusot         | David Marti           |  | PS    | 2016     | 20 536     |
| Mâcon              | Jean-Patrick Courtois |  | LR    | 2001     | 34 759     |
| Montceau-les-Mines | Marie-Claude Jarrot   |  | HOR   | 2014     | 16 946     |
| Paray-le-Monial    | Jean-Marc Nesme       |  | LR    | 1989     | 9 256      |
| Saint-Vallier      | Alain Philibert       |  | PCF   | 2000     | 8 508      |